# Lili Stojtschewa
Lili Stojtschewa (* 8. Januar 1998) ist eine bulgarische Leichtathletin, die sich auf den Speerwurf spezialisiert hat.

## Sportliche Laufbahn
Erste Erfahrungen auf Wettkämpfen internationaler Ebene sammelte Lili Stojtschewa im Jahr 2021, als sie bei den Balkan-Meisterschaften in Smederevo mit einer Weite von 44,97 m den achten Platz belegte.
2021 wurde Stojtschewa bulgarische Meisterin im Speerwurf.